# Ontologische Verpflichtung
Der Begriff der ontologischen Verpflichtung (engl.: ontological commitment) bezeichnet die Annahme der Existenz bestimmter Entitäten. Er geht auf W. V. O. Quine zurück, der diesen Begriff in seiner Schrift On what there is (1948) einführte.
Nach Quine legt sich jeder, der eine Sprache gebraucht, auf eine Ontologie fest. Er nimmt die Existenz derjenigen Entitäten, von denen er spricht, an, was Quine als „Verpflichtung“ (Commitment) bezeichnet.
Davon ausgehend können für Quine Theorien immer nur relativ zu einem sprachlichen Bezugssystem verstanden werden. Sie sind an Wahrheitsbedingungen geknüpft, die eine Aussage darüber treffen, wie die Welt sein muss, damit die Theorie wahr ist. Die ontologischen Verpflichtungen einer Theorie sind die Entitäten oder Arten von Entitäten, die existieren müssen, damit die Theorie wahr ist.

## Grundlagen
Die klassische Bestimmung des Begriffs der ontologischen Verpflichtung findet sich in Quines Schrift Was es gibt (On What There Is):

„A theory is committed to those and only those entities to which the bound variables of the theory must be capable of referring in order that the affirmations made in the theory be true.“

„Eine Theorie ist auf die und nur die Entitäten festgelegt, auf die die gebundenen Variablen der Theorie referieren können müssen, damit die Aussagen der Theorie wahr sind.
“

Um die ontologischen Grundlagen von Theorien und Sätzen aufzudecken ist es notwendig, erst ihre ontologischen Voraussetzungen freizulegen. Dazu muss die komplexe Struktur der Alltagssprache vereinfacht und in die kanonische Notation der Prädikatenlogik überführt werden.
Als Kern dieses Verfahrens schlägt Quine – im Anschluss an Russells Theorie der definiten Beschreibung – vor, die in der Umgangssprache verwendeten Eigennamen durch logische Partikel zu ersetzen. Quines klassisches Beispiel sind negative Existenzbehauptungen wie die Aussage „Pegasus existiert nicht“. Ohne Transformation wäre diese Aussage sinnlos, da sie dem Namen „Pegasus“ die „Last des Objektbezugs“ aufbürdet, mit dem wir uns zur Annahme der Existenz von Pegasus verpflichten würden. Nach Quine ist daher die Aussage „Pegasus existiert nicht“ zu analysieren als „Es gibt nichts, das Pegasus ist“ ({\displaystyle \nexists x\,Pegasus(x)}). Die „Last des Objektbezugs“ geht so vom Namen „Pegasus“ an die Partikel „etwas“ über, die in kanonischer Schreibweise als durch den Existenzquantor gebundene Variable dargestellt wird. Was wir als existierend gelten lassen, zeigt sich allgemein daran, welche Werte wir für die Variable „x“ einzusetzen bereit sind.
Die von einer Theorie eingegangenen ontologischen Verpflichtungen bemessen für Quine letztlich ihre „ontologischen Kosten“ – ein wichtiges Kriterium für die Entscheidung, welche Theorien man akzeptieren sollte.